# Waldemar bartosiewicz
Waldemar Bartosiewicz tworzy rzeźby wykonane ze stali nierdzewnej polerowane na lustro